# بایداکوفکا
بایداکوفکا (به لاتین: Baydakovka) یک منطقهٔ مسکونی در روسیه است که در باشقیرستان واقع شده‌است.